# Ray Smith
Ray Anthony Smith Davis (nacido el 18 de febrero de 1962 en Greer, Carolina del Sur)  es un exjugador de baloncesto estadounidense, con pasaporte español. Sus primeros años como profesional los pasa en la débil liga irlandesa, donde consigue un promedio alto de puntos por partido. Luego ficharía por el Mayoral Málaga, donde haría una espectacular pareja de americanos con Mike Smith durante cuatro temporadas. En su última temporada en Málaga sería el máximo anotador de la competición. Luego ficharía por el CB Canarias, donde sería el segundo máximo anotador de la liga ACB.  Después jugaría en equipos de distintas categorías de España. El final de su carrera deportiva lo pasó fuera de España, en una breve experiencia en Austria, y luego durante tres temporadas en Francia. Tres años después de su retirada, vuelve a las canchas con 43 años, a nivel amateur en la provincia de Huelva

## Palmarés
- 1986-87 Liga de Irlanda. Neptune Cork. Campeón.

## Máximo anotador
- 1986-87 Liga de Irlanda. Neptune Cork. Máximo anotador. 40 puntos por partido.
- 1989-90 ACB. Mayoral Málaga. Máximo anotador. 998 puntos.